# Omolabus subaeneus
Omolabus subaeneus es una especie de coleóptero de la familia Attelabidae.

## Distribución geográfica
Habita en Colombia.